# Divoký srdce
Divoký srdce je studiové album české rockové skupiny Hudba Praha. Album v roce 1996 vydalo vydavatelství Bonton.
V roce 2004 vyšlo album v reedici. Po tomto albu následovalo velké české turné které bylo zakončeno 6. listopadu 1996 vystoupením v pražské Lucerně. Skupina se dobrovolně rozpadla, ale v roce 2001 se znovu obnovila. Po tomto albu nese název nová, ne příliš známá Ambrožova skupina.

## Seznam skladeb
| Pořadí | Název                            | Délka |
| ------ | -------------------------------- | ----- |
| 1.     | Nebudem                          | 3:28  |
| 2.     | Tak horký                        | 3:15  |
| 3.     | Zdá se                           | 4:22  |
| 4.     | Jenom kola                       | 3:06  |
| 5.     | To nic neznamená                 | 3:36  |
| 6.     | Ze vzteku                        | 3:47  |
| 7.     | Čau amore                        | 3:50  |
| 8.     | Marijuana                        | 4:18  |
| 9.     | Pocity                           | 4:22  |
| 10.    | Divoký srdce                     | 3:38  |
| 11.    | Něco se ztrácí                   | 4:29  |
| 12.    | Asi to s náma jde z kopce        | 3:08  |
| 13.    | Raketa                           | 3:53  |
| 14.    | Divoký srdce - unplugged (bonus) | 3:21  |

## Sestava
- Michal Ambrož – zpěv, kytara
- Vladimír Zatloukal – kytara
- Bohumil Zatloukal – kytara
- Jan Ivan Wünsch – baskytara
- Karel Malík – altsaxofon, zpěv
- Jarmila Koblicová – zpěv
- Daniela Starhonová-Čelková – zpěv
- Ludvík Kandl – bicí
- Vít Malinovský (jh.) – ternorsaxofon